# Abou Lô
Abou Lô, né en 1963 à Sinthiou Garba (Matam) est un homme politique sénégalais, ministre de la Communication, des Télécommunications et des TIC d'avril à octobre 2012.
Après avoir fréquenté l’école primaire de son village natal de 1971 à 1976, il suit sa scolarité au lycée Faidherbe de Saint-Louis où il obtient son baccalauréat scientifique en 1983. Il entre à l’Ecole normale supérieure d’enseignement technique et professionnel (ENSEPT) de Dakar, en section électronique, puis obtient une maîtrise en maths-physique en 1989 à l'Université de Dakar.
Il s'installe alors en Allemagne pour suivre des cours préparatoires d'allemand, puis est diplômé en 1995 d'un master en mathématiques, option « Statistique et assurance », à l'université d’Humboldt de Berlin. Il conclut son parcours universitaire par une formation en informatique de 2 ans à l’Université technique supérieure de Berlin. Alors sympathisant du PIT, il milite en parallèle dans le mouvement étudiant comme président de l’Association des Sénégalais de Berlin et secrétaire aux affaires extérieures des Étudiants africains de Berlin.
Il travaille ensuite comme spécialiste en assurance et développeur de logiciels dédiés à ce secteur, pour de grandes assureurs allemands comme FJA-AG, LV-Berating, HBA, Idstein Agens, In Pact... Il dirige également le département mathématique de Generali.
Membre fondateur de l’Alliance pour la République de Macky Sall, il est coordonnateur de l’APR/Yakaar en Allemagne puis responsable du parti à Matam.
Après la victoire de Macky Sall, il est nommé le 4 avril 2012 ministre de la Communication, des Télécommunications et des TIC d'avril, avec comme dossiers à traiter la réforme du code de la presse, la suppression des délits de presse, la situation économiques des journaux. 
En septembre, l'opposition soulève que la nationalité allemande qu'il a acquise le déchoit automatiquement de sa nationalité sénégalaise, et donc de la possibilité d'être ministre. Cette polémique entraîne sa sortie du gouvernement lors du remaniement du 29 octobre 2012.
Maîtrisant l'allemand et l'anglais, en plus du wolof, du pulaar et du français, il est marié et père de quatre enfants.